# Мааньян (язык)
Мааньян (также ма'аньян, индон. Bahasa Maanyan) — один из австронезийских языков, распространён на острове Калимантан — в о́круге Южный Барито провинции Центральный Калимантан (Индонезия).
По данным Ethnologue, количество носителей данного языка составляло 150 тыс. чел. в 2003 году.
Является родным для одноимённого народа.
Письменность на основе латинской графики.

## Диалекты
Выделяют следующие диалекты: дусун-беланган, самихим (булух-кунинг), сихонг (сионг). Наиболее близкими к мааньян являются языки паку и дусун-виту (степень схожести — 77% и 75% соответственно).